# Wargame: European Escalation
Wargame: European Escalation (Wargame: Европа в огне) — компьютерная игра в жанре стратегии в реальном времени, разработанная студией Eugen Systems и выпущенная компанией Focus Home Interactive для Windows в феврале 2012 года.
Игра посвящена противостоянию НАТО и ОВД во время холодной войны и охватывает период 1975—1985 годов. В ней представлено свыше 300 видов юнитов восьми наций (НАТО — ФРГ, США, Великобритания, Франция; ОВД — СССР, ГДР, ПНР, Чехословакия).

## Игровой процесс
Одиночная игра представлена в виде четырёх кампаний (по одной за ФРГ и США, две за СССР) и боя против компьютера. Каждая кампания — это гипотетический сценарий войны между НАТО и ОВД в Центральной Европе.
В игре нет строительства юнитов. Все вызываемые подкрепления оплачиваются «очками развёртывания» (deployment points), которые начисляются за контроль над ключевыми участками местности. При этом подкрепления не бесконечны: количество каждого типа юнитов ограничено. Юниты имеют разную цену, при игре в мультиплеере можно выбирать уровень опыта у покупаемых юнитов, что тоже влияет на их стоимость. В одиночной игре юниты получают опыт на поле боя, и если они доживают до конца миссии, то могут быть использованы в следующей миссии текущей кампании. Также юниты имеют ряд параметров: опыт, общее состояние («здоровье»), моральное состояние, количество боеприпасов для каждого вида оружия (юнит может иметь до трёх видов оружия), точность и дальность стрельбы. Опыт начисляется за участие в бою и уничтожение вражеских юнитов, он влияет на многие параметры. Моральное состояние зависит от хода боя — например, если юнит паникует, то эффективность всех его действий снижается, а если он обращён в бегство, то на некоторое время выходит из-под контроля игрока. Боевая техника имеет ряд дополнительных параметров — бронирование лба, бортов и кормы, запас топлива и другое.
Сначала игроку доступна лишь малая часть юнитов, имеющихся в игре. Новые юниты можно покупать за «командные звёзды», получаемые как в одиночных кампаниях, так и в мультиплеере. Всего можно получить 840 звёзд, причём в одиночной игре можно набрать строго определённое их число, остальные доступны только в мультиплеере.

### Техника
Многие виды техники имеют несколько модификаций, различающихся характеристиками и стоимостью. Например, советский танк Т-64 представлен в четырёх модификациях (Т-64А, Т-64Б, Т-64БМ, Т-64БВ), а американский ударный вертолёт AH-1 «Кобра» — в трёх (AH-1E, AH-1F, AH-1S). Между НАТО и ОВД отсутствует явный баланс в том виде, в каком он имеется, например, в World in Conflict. В частности, у ОВД имеется семь типов реактивных систем залпового огня, а у НАТО — всего лишь один; с другой стороны, в распоряжении НАТО есть десять типов пехотных отделений против семи у ОВД.

## Сюжет
В Wargame: European Escalation присутствует четыре кампании за ФРГ, США и СССР, которые называются «операциями». «Операции» представляют собой набор миссий («задач»), в которых рассказывается в хронологическом порядке история противостояния НАТО и ОВД. Предпосылки кампаний основаны на реальных событиях (Able Archer 83, военное положение в Польше (1981—1983)). Во время проведения «задачи» игрок волен использовать войска одного блока, независимо от того, за какое государство, состоящее в военном союзе, он играет. В каждой миссии пользователь может использовать только определённый, доступный набор войск. Список «операций»:

### 1975 г. —Брат на брата
Призванный на военную службу Вернер Вайнхольд убивает двух пограничников Германской Демократической Республики и дезертирует в Федеративную Республику Германия, чтобы избежать наказания. ГДР обращается к властям ФРГ с просьбой о выдаче преступника. Войска обеих стран у границ приведены в боевую готовность. Получив отказ, ГДР начинает наступление на территорию ФРГ.

### 1981 г. —Мазурка Домбровского
Польский генерал Войцех Ярузельский, опасаясь растущей популярности оппозиции, которую в Польской Народной Республике представляла правая профсоюзная организация «Солидарность», объявляет военное положение. Шахтёры Катовице объявляют забастовку в знак протеста против военного положения. Постепенно события перерастают в вооружённое восстание, где части армии переходят на сторону восставших. Войскам Советской Армии дают задачу подавить мятеж. В дальнейшем ситуация осложняется тем, что восстание перекинулось на соседнюю Чехословакию.

### 1983 г. —Опытный Стрелок
2 ноября 1983 года Организация Североатлантического договора объявляет десятидневные командные учения под названием «Able Archer 83». СССР считает, что под прикрытием учений, НАТО готовит полномасштабное нападение на государства социалистического блока. Советский Союз решает «обмануть» противника и атаковать первым, что является для командующих войсками НАТО полной неожиданностью. Начинается Третья мировая война.

### 1984 г. —Пустоши
Третья мировая война близка к завершению, стороны готовятся подписать мирный договор. Однако офицер советского спецназа, потерявший на войне свою семью, намерен своими силами наказать тех, кто несёт ответственность за произошедшую бойню.

## Игровой движок
Движок игры даёт очень широкие возможности по масштабированию игровой карты. Камеру можно расположить как у самой земли, так и на высоте птичьего полёта. Все постройки разрушаемы. В лесах, на полях и в городах от взрывов снарядов могут возникать пожары.

## Отзывы и продажи
| Сводный рейтинг       | Сводный рейтинг |
| Агрегатор             | Оценка          |
| --------------------- | --------------- |
| GameRankings          | 82,40 %         |
| Metacritic            | 81 %            |
| Иноязычные издания    |                 |
| Издание               | Оценка          |
| GameSpot              | 8,5/10          |
| IGN                   | 8/10            |
| Русскоязычные издания |                 |
| Издание               | Оценка          |
| Absolute Games        | 77/100          |
| PlayGround.ru         | 8,0/10          |

Летом 2018 года, благодаря уязвимости в защите Steam Web API, стало известно, что точное количество пользователей сервиса Steam, которые играли в игру хотя бы один раз, составляет 621 393 человека.

## Сиквел
В августе 2012 года Eugen Systems анонсировала продолжение игры, носящее название Wargame: AirLand Battle. Его релиз состоялся 30 мая 2013 года.